# East Granby
East Granby város az USA Connecticut államában, Hartford megyében. Lakosainak száma 5214 fő (2020. április 1.).

## Népesség
A település népességének változása:

| 2010 | 5 148 |
| 2020 | 5 214 |